# 알렉산드라 실버
알렉산드라 실버(Alexandra Silber, 1983년 7월 3일 ~ )는 미국의 가수, 배우, 텔레비전 배우, 영화배우이다.
로스앤젤레스에서 태어났다.

## 영화
- 1408 (2007년)